# 索夫特貝德嶺
83°3′S 163°45′E / 83.050°S 163.750°E
索夫特貝德嶺（英語：Softbed Ridges）是南極洲的山嶺，全長約28公里，是洛厄里冰川和羅布冰川之間的分隔點，該山嶺在1960年由新西蘭的工作團隊所命名。